# Тварини Дніпропетровської області, занесені до Червоної книги України
Список тварин Дніпропетровської області, занесених до Червоної книги України.

## Статистика
До списку входить 132 види тварин, з них:
- Круглих червів — 1;
- Кільчастих червів 2;
- Членистоногих — 66;
- Хордових — 63.

Серед них за природоохоронним статусом: 
- Вразливих — 60;
- Рідкісних — 34;
- Недостатньо відомих  — 2;
- Неоцінених — 6;
- Зникаючих — 30.

## Список видів
| № п/п | Українська назва виду                               | Латинська назва виду           | Природоохоронний статус | Тип             |
| ----- | --------------------------------------------------- | ------------------------------ | ----------------------- | --------------- |
| 1     | Балабан                                             | Falco cherrug                  | Вразливий               | Хордові         |
| 2     | Бистрянка російська                                 | Alburnoides rossicus           | Зникаючий               | Хордові         |
| 3     | Больбелязм однорогий                                | Bolbelasmus unicornis          | Вразливий               | Членистоногі    |
| 4     | Бражник дубовий                                     | Marumba quercus                | Рідкісний               | Членистоногі    |
| 5     | Бражник мертва голова                               | Acherontia atropos             | Рідкісний               | Членистоногі    |
| 6     | Бражник прозерпіна                                  | Proserpinus proserpina         | Рідкісний               | Членистоногі    |
| 7     | Бражник скабіозовий                                 | Hemaris tityus                 | Рідкісний               | Членистоногі    |
| 8     | Бранхінекта маленька                                | Branchinecta minuta            | Рідкісний               | Членистоногі    |
| 9     | Ведмедиця велика                                    | Pericallia matronula           | Вразливий               | Членистоногі    |
| 10    | Ведмедиця-господиня                                 | Callimorpha dominula           | Вразливий               | Членистоногі    |
| 11    | Вечірниця мала                                      | Nyctalus leisleri              | Рідкісний               | Хордові         |
| 12    | Вечірниця руда                                      | Nyctalus noctula               | Вразливий               | Хордові         |
| 13    | Видра річкова                                       | Lutra lutra                    | Неоцінений              | Хордові         |
| 14    | Вирезуб причорноморський                            | Rutilus frisii                 | Зникаючий               | Хордові         |
| 15    | Вусач альпійський                                   | Rosalia alpina                 | Вразливий               | Членистоногі    |
| 16    | Вусач великий дубовий                               | Cerambyx cerdo                 | Вразливий               | Членистоногі    |
| 17    | Вусач земляний хрестоносець (коренеїд хрестоносець) | Dorcadion equestre             | Вразливий               | Членистоногі    |
| 18    | Вусач мускусний                                     | Aromia moschata                | Вразливий               | Членистоногі    |
| 19    | Вусач-червонокрил Келлера                           | Purpuricenus kaehleri          | Вразливий               | Членистоногі    |
| 20    | Вухань звичайний                                    | Plecotus auritus               | Вразливий               | Хордові         |
| 21    | Гадюка степова                                      | Vipera renardi                 | Вразливий               | Хордові         |
| 22    | Гемідіаптом Рилова                                  | Hemidiaptomus rylowi           | Зникаючий               | Членистоногі    |
| 23    | Гмеліна маленька                                    | Gmelina pusilla                | Вразливий               | Членистоногі    |
| 24    | Гоголь                                              | Bucephala clangula             | Рідкісний               | Хордові         |
| 25    | Гольян озерний                                      | Eupallasella percnurus         | Зникаючий               | Хордові         |
| 26    | Горностай                                           | Mustela erminea                | Неоцінений              | Хордові         |
| 27    | Джміль вірменський                                  | Bombus armeniacus              | Зникаючий               | Членистоногі    |
| 28    | Джміль глинистий                                    | Bombus argillaceus             | Вразливий               | Членистоногі    |
| 29    | Джміль моховий                                      | Bombus muscorum                | Рідкісний               | Членистоногі    |
| 30    | Джміль оперезаний                                   | Bombus zonatus                 | Рідкісний               | Членистоногі    |
| 31    | Джміль пахучий                                      | Bombus fragrans                | Зникаючий               | Членистоногі    |
| 32    | Дибка степова                                       | Saga pedo                      | Рідкісний               | Членистоногі    |
| 33    | Дозорець-імператор                                  | Anax imperator                 | Вразливий               | Членистоногі    |
| 34    | Долерус короткокрилий                               | Dolerus subalatus              | Вразливий               | Членистоногі    |
| 35    | Евритірея золотиста                                 | Eurythyrea aurata              | Рідкісний               | Членистоногі    |
| 36    | Ейзенія гордєєва                                    | Eisenia gordejeffi             | Вразливий               | Кільчасті черви |
| 37    | Ендроміс березовий                                  | Endromis versicolora           | Вразливий               | Членистоногі    |
| 38    | Жовтюх торфовищний                                  | Colias palaeno                 | Зникаючий               | Членистоногі    |
| 39    | Жук-олень, рогач звичайний                          | Lucanus cervus                 | Рідкісний               | Членистоногі    |
| 40    | Жук-самітник                                        | Osmoderma barnabita            | Вразливий               | Членистоногі    |
| 41    | Журавель степовий                                   | Anthropoides virgo             | Зникаючий               | Хордові         |
| 42    | Зегрис Евфема                                       | Zegris eupheme                 | Зникаючий               | Членистоногі    |
| 43    | Змієїд                                              | Circaetus gallicus             | Рідкісний               | Хордові         |
| 44    | Йорж носар                                          | Gymnocephalus acerinus         | Зникаючий               | Хордові         |
| 45    | Ірис плямистий                                      | Iris polystictica              | Рідкісний               | Членистоногі    |
| 46    | Кажан пізній                                        | Eptesicus serotinus            | Вразливий               | Хордові         |
| 47    | Канюк степовий                                      | Buteo rufinus                  | Рідкісний               | Хордові         |
| 48    | Каптурниця блискуча                                 | Cucullia splendida             | Рідкісний               | Членистоногі    |
| 49    | Каптурниця пишна                                    | Cucullia magnifica             | Рідкісний               | Членистоногі    |
| 50    | Карась звичайний, карась золотий                    | Carassius carassius            | Вразливий               | Хордові         |
| 51    | Клімена                                             | Esperarge climene              | Вразливий               | Членистоногі    |
| 52    | Коловодник ставковий (поручайник)                   | Tringa stagnatilis             | Зникаючий               | Хордові         |
| 53    | Комарівка італійська                                | Bittacus italicus              | Вразливий               | Членистоногі    |
| 54    | Косар                                               | Platalea leucorodia            | Вразливий               | Хордові         |
| 55    | Кошеніль польська                                   | Porphyropha polonica           | Недостатньо відомий     | Членистоногі    |
| 56    | Красик веселий (Пістрянка весела)                   | Zygaena laeta                  | Зникаючий               | Членистоногі    |
| 57    | Красотіл пахучий                                    | Calosoma sycophanta            | Вразливий               | Членистоногі    |
| 58    | Ксилокопа звичайна (бджола-тесляр звичайна)         | Xylocopa valga                 | Рідкісний               | Членистоногі    |
| 59    | Ксилокопа фіолетова (бджола-тесляр фіолетова)       | Xylocopa violacea              | Рідкісний               | Членистоногі    |
| 60    | Кулик-сорока                                        | Haematopus ostralegus          | Вразливий               | Хордові         |
| 61    | Кульон великий (кроншнеп великий)                   | Numenius arquata               | Зникаючий               | Хордові         |
| 62    | Кульон середній (кроншнеп середній)                 | Numenius phaeopus              | Зникаючий               | Хордові         |
| 63    | Лилик двоколірний                                   | Vespertilio murinus            | Вразливий               | Хордові         |
| 64    | Ліометопум звичайний                                | Liometopum microcephalum       | Рідкісний               | Членистоногі    |
| 65    | Лунь лучний                                         | Circus pygargus                | Вразливий               | Хордові         |
| 66    | Лунь польовий                                       | Circus cyaneus                 | Рідкісний               | Хордові         |
| 67    | Люцина                                              | Hamearis lucina                | Вразливий               | Членистоногі    |
| 68    | Марена дніпровська                                  | Barbus borysthenicus           | Зникаючий               | Хордові         |
| 69    | Махаон                                              | Papilio machaon                | Вразливий               | Членистоногі    |
| 70    | Мелітурга булавовуса                                | Melitturga clavicornis         | Вразливий               | Членистоногі    |
| 71    | Минь річковий                                       | Lota lota                      | Вразливий               | Хордові         |
| 72    | Мишівка степова                                     | Sicista subtilis               | Зникаючий               | Хордові         |
| 73    | Мідянка звичайна                                    | Coronella austriaca            | Вразливий               | Хордові         |
| 74    | Мінога українська                                   | Eudontomyzon mariae            | Зникаючий               | Хордові         |
| 75    | Мнемозина                                           | Parnassius mnemosyne           | Вразливий               | Членистоногі    |
| 76    | Могильник                                           | Aquila heliaca                 | Рідкісний               | Хордові         |
| 77    | Нерозень                                            | Anas strepera                  | Рідкісний               | Хордові         |
| 78    | Нетопир звичайний                                   | Pipistrellus pipistrellus      | Вразливий               | Хордові         |
| 79    | Нетопир Натузіуса                                   | Pipistrellus nathusii          | Неоцінений              | Хордові         |
| 80    | Нетопир середземноморський                          | Pipistrellus kuhlii            | Вразливий               | Хордові         |
| 81    | Нічниця водяна                                      | Myotis daubentonii             | Вразливий               | Хордові         |
| 82    | Нічниця вусата                                      | Myotis mystacinus              | Вразливий               | Хордові         |
| 83    | Норка європейська                                   | Mustela lutreola               | Зникаючий               | Хордові         |
| 84    | Орел-карлик                                         | Hieraaetus pennatus            | Рідкісний               | Хордові         |
| 85    | Орлан-білохвіст                                     | Haliaeetus albicilla           | Рідкісний               | Хордові         |
| 86    | Підорлик малий                                      | Aquila pomarina                | Рідкісний               | Хордові         |
| 87    | Пісочник морський (зуйок морський)                  | Charadrius alexandrinus        | Вразливий               | Хордові         |
| 88    | Подалірій                                           | Iphiclides podalirius          | Вразливий               | Членистоногі    |
| 89    | Поліксена                                           | Zerynthia polyxena             | Вразливий               | Членистоногі    |
| 90    | Полоз жовточеревий, полоз каспійський               | Hierophis caspius              | Вразливий               | Хордові         |
| 91    | Полоз сарматський, полоз Палласів                   | Elaphe sauromates              | Вразливий               | Хордові         |
| 92    | Псевдотрохета п'ятикільчаста                        | Fadejewobdella quinqueannulata | Вразливий               | Кільчасті черви |
| 93    | Пухівка (гага звичайна)                             | Somateria mollissima           | Вразливий               | Хордові         |
| 94    | Райдужниця велика                                   | Apatura iris                   | Вразливий               | Членистоногі    |
| 95    | Савка                                               | Oxyura leucocephala            | Зникаючий               | Хордові         |
| 96    | Сатир залізний                                      | Hipparchia statilinus          | Рідкісний               | Членистоногі    |
| 97    | Сатурнія велика                                     | Saturnia pyri                  | Вразливий               | Членистоногі    |
| 98    | Сатурнія мала                                       | Eudia pavonia                  | Рідкісний               | Членистоногі    |
| 99    | Сатурнія руда                                       | Aglia tau                      | Вразливий               | Членистоногі    |
| 100   | Сатурнія середня                                    | Eudia spini                    | Зникаючий               | Членистоногі    |
| 101   | Сиворакша                                           | Coracias garrulus              | Зникаючий               | Хордові         |
| 102   | Синявець Бавій                                      | Pseudophilotes bavius          | Вразливий               | Членистоногі    |
| 103   | Синявець Пилаон                                     | Plebeius pylaon                | Вразливий               | Членистоногі    |
| 104   | Скопа                                               | Pandion haliaetus              | Зникаючий               | Хордові         |
| 105   | Сліпачок звичайний                                  | Ellobius talpinus              | Зникаючий               | Хордові         |
| 106   | Сова болотяна                                       | Asio flammeus                  | Рідкісний               | Хордові         |
| 107   | Совка сокиркова                                     | Periphanes delphinii           | Вразливий               | Членистоногі    |
| 108   | Сонцевик фау-біле                                   | Nymphalis vaualbum             | Неоцінений              | Членистоногі    |
| 109   | Стафілін волохатий                                  | Emus hirtus                    | Рідкісний               | Членистоногі    |
| 110   | Стерв'ятник                                         | Neophron percnopterus          | Зникаючий               | Хордові         |
| 111   | Стерлядь прісноводна                                | Acipenser ruthenus             | Зникаючий               | Хордові         |
| 112   | Стрибун Бессера                                     | Cephalota besseri              | Рідкісний               | Членистоногі    |
| 113   | Стрічкарка блакитна                                 | Catocala fraxini               | Вразливий               | Членистоногі    |
| 114   | Стрічкарка орденська малинова                       | Catocala sponsa                | Рідкісний               | Членистоногі    |
| 115   | Стрічкарка тополева                                 | Limenitis populi               | Вразливий               | Членистоногі    |
| 116   | Строкатка степова                                   | Lagurus lagurus                | Зникаючий               | Хордові         |
| 117   | Судак волзький, Берш                                | Sander volgensis               | Зникаючий               | Хордові         |
| 118   | Томарес Ногеля                                      | Tomares nogelii                | Вразливий               | Членистоногі    |
| 119   | Турун Ештрайхера                                    | Carabus estreicheri            | Вразливий               | Членистоногі    |
| 120   | Турун угорський                                     | Carabus hungaricus             | Вразливий               | Членистоногі    |
| 121   | Турун Щеглова                                       | Carabus stscheglowi            | Рідкісний               | Членистоногі    |
| 122   | Тушканчик великий                                   | Allactaga jaculus              | Рідкісний               | Хордові         |
| 123   | Тхір лісовий                                        | Mustela putorius               | Неоцінений              | Хордові         |
| 124   | Тхір степовий                                       | Mustela eversmanni             | Зникаючий               | Хордові         |
| 125   | Ховрах одеський                                     | Spermophilus odessanus         | Неоцінений              | Хордові         |
| 126   | Хом'ячок сірий                                      | Cricetulus migratorius         | Недостатньо відомий     | Хордові         |
| 127   | Хохуля руська                                       | Desmana moschata               | Зникаючий               | Хордові         |
| 128   | Хромадоріна двоока                                  | Chromadorina bioculata         | Зникаючий               | Круглі черви    |
| 129   | Цератофій багаторогий                               | Ceratophyus polyceros          | Вразливий               | Членистоногі    |
| 130   | Шуліка чорний                                       | Milvus migrans                 | Вразливий               | Хордові         |
| 131   | Ялець звичайний                                     | Leuciscus leuciscus            | Вразливий               | Хордові         |
| 132   | Ящірка зелена                                       | Lacerta viridis                | Вразливий               | Хордові         |